# 都井岬灯台
都井岬灯台（といみさきとうだい）は、宮崎県串間市に属する都井岬の標高240mの断崖上に立つ、白色の大型灯台で、「日本の灯台50選」にも選ばれている。周辺は、日南海岸国定公園の最南端に位置する風光明媚の地。

## 歴史
- 1929年（昭和4年）5月16日に起工し、同年12月22日に完成して、初点灯された。当初は、国産の第1等単閃光レンズを使用し、レンズ室を覆う灯籠には関東大震災により大破した横浜の試験灯台のものを再利用した。光源には、1,300カンデラの石油ランプを使用。
- 1944年（昭和19年）7月に、電化された。
- 1945年（昭和20年）7月、太平洋戦争の空襲により、灯室が大破した。
- 1950年（昭和25年）1月1日、戦後復旧工事により本復旧し、第3等大型フレネル式レンズに変えられた。
- 同年9月13日に上陸した台風29号（キジア台風）により、また灯籠が大破。
- 1951年（昭和26年）5月に、復旧したが、建設当初のものは、コンクリート造りの灯塔だけになっている。
- 2000年（平成12年）3月に、「都井岬灯台展示資料室」を開設。
- 2016年（平成28年）9月に、船舶気象通報（灯台放送）業務、ディファレンシャルGPS局の気象テキストメッセージを廃止[1]
- 2019年（平成31年）3月に、ディファレンシャルGPS局を廃止[2]。
- 2019年（平成31年）3月29日、国の登録有形文化財に登録された。串間市では旧吉松家住宅に続いて2件目。

## 付属施設
- 無線方位信号所（中波標識局、レーマークビーコン）
- 都井岬ディファレンシャルGPS局 (GPS補正・気象通報)※2019年3月1日廃止[2]。
- 船舶気象通報送信所「とい」(1670.5kHz)　※2016年9月30日廃止[1]。

## 一般公開
一般公開（中学生以上300円、小人無料）されている参観灯台で、上まで登ることができる。灯台上からは太平洋が一望でき、北には日南海岸のすばらしい景観を望むことができる。天気が良ければ、内之浦のロケット基地や種子島まで見える。

## 灯台資料展示室
「都井岬灯台展示資料室」も併設されていて、この灯台の歴史、機能・役割などを学べ、灯台レンズなど貴重な資料も多数展示されている。